# 段煨
段 煨（だん わい、? - 209年）は、中国後漢末期の武将・政治家。字は忠明。涼州武威郡の人。

## 事跡
はじめ董卓に仕えた。初平2年（191年）、反董卓連合の孫堅に胡軫・呂布らが敗れ、華雄は戦死した。孫堅の進攻に備えるため、段煨は董卓の命により中郎将として華陰に駐屯した。段煨による華陰の統治は、農業に勤しみ略奪を行わないなど堅実なものであった。董卓死後数年に渡り華陰に留まっていたと見られる。
興平2年（195年）冬、李傕・郭汜の乱を避けて献帝が長安より華陰に避難してくると、寧輯将軍となっていた段煨は衣服などを提供して饗応し、自陣に迎えようとした。しかし、献帝を護衛していた楊定とは不仲であり、その攻撃を受けたため果たせなかった。ただこの間も、段煨は自らに私心はないことを示すために、献帝や百官への奉仕を怠らなかった。その後、李傕・郭汜は段煨を救援して楊定を挟撃したため、楊定は荊州へと敗走した。
またこの頃、李傕配下であった賈詡は、同郡出身の縁故から段煨を頼ってきている。段煨は賈詡の才を恐れながらも優遇したが、賈詡はその内心を見抜いて、まもなく張繡の下へと去った。しかし、残された賈詡の家族を段煨は丁重に扱っている。
建安3年（198年）、謁者僕射の裴茂が李傕討伐に向かうと、段煨はその指揮下に入り李傕を誅滅した。その後は、入朝して大鴻臚・光禄大夫となり、建安14年（209年）に死去した。

## 物語中の段煨
小説『三国志演義』でも史実同様に、洛陽へ向かおうとしていた献帝を華陰で饗応している。その後、曹操に敗れて敗走した李傕を討ち取り、併せて李傕の一族200余名を捕え、許都で曹操に献上した。この功績により盪寇将軍に任命されている。これ以降は登場しない。

## 注
1. ↑  盧弼、『後漢書集解』
2. 1 2 3  『後漢書』巻72列伝62董卓伝本伝
3. ↑  『三国志』魏書10賈詡伝注『典略』
4. ↑  『後漢書』董卓伝注袁宏『漢紀』によると、段煨は楊定への警戒から、献帝の輿を迎える際に、馬上から下りずこれを迎えた。そのため、楊定と親しかった侍中の种輯が段煨は叛逆すると讒言し、さらに楊定や董承は「郭汜が700騎を率いて段傕の陣営に入ろうとしています」と告げたため、献帝は段煨の陣営から離れたという。
5. ↑  『三国志』賈詡伝本伝
6. ↑  『三国志』賈詡伝注『献帝紀』